# Freiherr-vom-Stein-Gymnasium Hamm
Das Freiherr-vom-Stein-Gymnasium Hamm ist ein Gymnasium der kreisfreien Stadt Hamm in Nordrhein-Westfalen.

## Lage
Das Gymnasium liegt im Stadtteil Werries in direkter Nähe des Maximilianparks und der Maxipark Arena. Die Schule ist in einen Neubau und einen Altbau unterteilt, die durch einen mit Glas überdachten Gang verbunden sind. Ebenfalls zum Schulgelände gehören umliegende Wiesen mit einem Biotop. Namensgeber ist der preußische Staatsmann und Reformer Heinrich Friedrich Karl vom und zum Stein (1757–1831).

## Geschichte
Das Gymnasium hatte bisher 5 Standorte. Am Ostenwall wurde provisorisch von 1902 bis 1905 unterrichtet, um die Bauphase einer neuen Oberrealschule zu überbrücken. 1905 zog die Schule um in das neu gebaute Gebäude an der Feidikstraße, da dies laut Bauamt der ideale Platz gewesen sei, da er zentral liegt und trotzdem von Industriegebieten weit entfernt ist. An diesem Standort unterrichtete man 39 Jahre, bis während des Zweiten Weltkrieges das Gebäude im Winter 1944 durch Fliegerbomben völlig zerstört wurde. Neuer Standort war ab 1946 ein Gebäude der leerstehenden Infanteriekaserne an der Josef-Schlichter-Allee. Wegen Platzmangels schloss man die Graf-Adolf-von-der-Mark-Schule  und das Freiherr-vom-Stein-Gymnasium erst zur Städtischen Oberschule für Jungen und anschließend zum Städtischen-Mathematisch-Naturwissenschaftlichen und Neusprachlichen Gymnasium für Jungen zusammen.
Einige Jahre später konnten erste Schulen ihre alten Standorte wieder einnehmen, lediglich das Stein-Gymnasium blieb noch in der Kaserne. Der damalige Oberstudiendirektor Heinrich Mohr forderte einen Neubau, dies wurde jedoch immer wieder von der Stadtverwaltung abgelehnt, da finanzielle Mittel gefehlt hätten. Nach harten und langen Verhandlungen erwirkte Mohr eine Baugenehmigung, sodass am 24. April 1958 die Bauarbeiten in der Marker Allee begannen. Es dauerte zwei Jahre, bis die Bauarbeiten abgeschlossen waren und nun im Neubau unterrichtet werden konnte.
1970 wurde Clemens Christians Leiter des Gymnasiums und behielt das Amt bis 1987. Christians war zeitgleich von 1969 bis 1984 auch Präsident des Deutschen Lehrerverbandes.
Mitte der 1970er Jahre wurde es mit ca. 1000 Schülern zu eng in dem einst für 650 Schüler gebauten Gebäude. Konsequenz war ein Anbau.
1980 wurde für das Freiherr-vom-Stein-Gymnasium eine Dreifachturnhalle errichtet, ein Jahr später erfolgte die Erweiterung um einen weiteren Flügel. Die Kosten für diese beiden Baumaßnahmen betrugen ca. 9,5 Millionen DM.
Der bisher letzte Umzug des Gymnasiums aus der Stadtmitte (Marker Allee; Nachnutzer wurde die Friedensschule Hamm) in das ehemalige Schulzentrum Werries (Realschule Uentrop und eine Hauptschule) erfolgte aufgrund eines Grundsatzbeschlusses des Stadtrates im Jahre 1985.
Der erste Unterricht am heutigen Standort in Werries fand zu Beginn des Schuljahres 1988/89 statt. Damals bestand das Schulgelände allerdings noch aus einem tristen Betongebäude von 1974, einer Turnhalle sowie einem Schulhof mit großer Wiese. Wegen Platzmangel musste bis zum Ende der 1990er Jahre einiger Unterricht in das heutige Jugendcafé Werries am Alten Uentroper Weg verlegt werden.
1995 wurde beschlossen, an dem heutigen Standort einen weiteren Trakt zu errichten. Für den Neubau wurden ca. 8,5 Millionen DM investiert, da sich in dem Neubau Biologie-, Informatik-, Musik- und Medienräume befinden. Die restlichen Räume dienen dem Unterricht der Oberstufe. Seinerzeit war der Neubau auf dem neusten Stand, was Energiesparmaßnahmen betrifft. So befindet sich auf dem Dach eine Photovoltaikanlage und in jedem Raum wurden Lichtsensoren und wassersparende Wasserhähne angebracht.
Seit 1995 besitzt das Gymnasium eine eigene Cafeteria für Schüler und Lehrer. Sie wird ehrenamtlich durch Eltern von Schülern organisiert. Der aus der Cafeteria erzielte Gewinn wird in Projekte investiert, die die Schule fördern.
Im Jahr 2000 konnte dann der Unterricht in dem neu gebauten Gebäude beginnen. Später wurden ein gepflasterter Schulhof und eine Parkanlage mit Biotop für den Biologieunterricht angelegt. Es gab weitere Sanierungen im Altbau. Dort wurden sämtliche Fußböden und die Decken samt Beleuchtung erneuert. Bei einer Dachsanierung des Physik-Chemie-Kunst-Traktes gelang es trotz eines fast kompletten Austausches, den ursprünglichen architektonischen Gesamteindruck zu erhalten.
2015 wurde die Sporthalle renoviert.

## Bekannte ehemalige Schüler
- Franz Josef Brüseke (* 1954), Soziologe und Schriftsteller
- Peter Knabner (* 1954), Universitätsprofessor und Mathematiker
- Rainer Helmig (* 1957), Universitätsprofessor und Ingenieur (Hydromechanik)
- Uwe Kröger (* 1964), Musicaldarsteller
- Andreas Obering und Till Hoheneder, Comedyduo Till und Obel
- Tillmann Schnieders (* 1977), Musicaldarsteller
- Kamil Kasprowicz (* 1984), Schwimmer
- Giant Rooks, Band
- Günter Rinsche (1930–2019), Politiker (CDU), Oberbürgermeister von Hamm sowie MdB und MdEP

## Besondere Angebote

### Bilingualer Unterricht
Seit dem Schuljahr 1991/92 wird bilingualer Unterricht ab der 5. Klasse an angeboten, um ein bilinguales Abitur (Geschichte oder Erdkunde auf Englisch) anbieten zu können. Zur Anwendung und Vertiefung der Englischkenntnisse ist für jede Bilingualklasse im siebten Schuljahr eine Fahrt nach England in Gastfamilien vorgesehen.

### Bibliothek
Die schuleigene Bibliothek bietet Schülerinnen & Schülern die Möglichkeit, im Internet zu recherchieren oder sich Bücher kostenfrei auszuleihen. Die Bibliothek wird werktags ab 9:30 geöffnet und von Eltern beaufsichtigt. Ab 2018 gibt es in der Bücherei die Möglichkeit kostenlos die örtliche Tageszeitung zu lesen.

### MINT
MINT steht für Mathe, Informatik, Naturwissenschaften, Technik und wird an dieser Schule freiwillig von Stufe 5 bis 7 als AG (Arbeitsgemeinschaft) angeboten. Die Teilnehmeranzahl liegt bei ca. 20 pro Jahrgang. Als einzige Schule im Umkreis ist das Freiherr-vom-Stein-Gymnasium MINT-EC-Schule und kann den Abiturienten bei geeigneten Leistungen die Vergabe des MINT-EC-Zertifikates anbieten.

### IB – International Baccalaureate
Neben dem Erwerb des in Deutschland üblichen Abiturs als möglicher höherer Schulabschluss bietet das Freiherr-vom-Stein-Gymnasium das International Baccalaureate als internationalen Schulabschluss an, wodurch die Linie des bilingualen Zweigs in der Oberstufe ergänzt und mit einem Schulabschluss abgeschlossen wird.